# ونگونگتسه
ونگونگتسه (به لاتین: Łęgonice) یک روستا در لهستان است که در گمینا نووه میاستو ناد پیلیتسان واقع شده‌است. ونگونگتسه ۴۴۰ نفر جمعیت دارد.